# THE REMIXES MIHO NAKAYAMA MEETS Los Angeles GROOVE
『THE REMIXES MIHO NAKAYAMA MEETS Los Angeles GROOVE』（ザ・リミキシーズ・ミホ・ナカヤマ・ミーツ・ロサンゼルス・グルーブ）は中山美穂のリミックス・アルバム。1998年1月9日にキングレコードより発売された。(KICS-670)

## 解説
- 本作より1ヶ月前に発売された『THE REMIXES MIHO NAKAYAMA MEETS New York GROOVE』がニューヨークでリミックスされたのに対し、今作はロサンゼルスでリミックスされた。LP盤も発売された。
- ジャケットは前作同様、アルバム『Groovin' Blue』からのカットで、色違いになっている。

## 収録曲
1. Love For You
  - 作詞: 中山美穂、作曲: Cindy
2. Sea Paradise -OLの反乱-
  - 作詞: 中山美穂、作曲: KNACK
3. Blue Stone
  - 作詞: 中山美穂、作曲: Jeff Pfeifer・Rob Pfeifer
4. 付和雷同 -WHAT↑I↓DO-
  - 作詞: 中山美穂、作曲: 宮田繁男
5. I Know
  - 作詞: 芹沢類、作曲: Cindy
6. Treasure
  - 作詞: 西脇唯、作曲: 西脇唯・緒里原洋子